# 新本亜也
新本 亜也（しんもと あや、1986年12月10日 - ）は、日本の女子アマチュアボクシング選手。広島県広島市出身。階級はフライ級。

## 来歴
中学では、陸上部に所属し、種目は中距離。広島市総体で優勝し、県大会に出場。広島県広陵高等学校入学と同時にボクシングを始める。
2005年3月1日に広陵高校を卒業。
卒業後の3月末に埼玉県で行われた全日本女子アマチュアボクシング大会に初出場し決勝進出も、後のIBF女子世界チャンピオン柴田直子に敗れ準優勝。
平成国際大学に進学するとともに関東リーグ2部の男子と共に練習を行う。
2006年、2007年共に全日本女子ボクシング大会で準優勝し2008年に決勝で柴田直子に雪辱を果たし念願の初優勝。
階級は全てフライ級。
2009年10月から11月にかけて開催されたアジア室内大会の日本代表に選ばれ国際大会初出場を果たした。
2010年3月、全日本女子選手権ではフライ級にエントリーし、日連推薦の田中知世に勝ち優勝し、2冠を達成。優秀選手賞となった。
2010年5月、カザフスタンで行われたアジア選手権で銅メダル獲得。
2010年7月、アジア競技大会の選考試合で箕輪綾子と対戦し勝利。
国内無敗だった箕輪に初黒星をつけアジア大会出場を決めた。
2010年9月には世界女子ボクシング選手権の日本代表で出場。
初戦で世界選手権2連覇中の現世界チャンピオンの任燦燦（中国）に大差の判定負け。
2010年10月、アジア競技大会に日本代表で出場し日本人女子史上初の銅メダルを獲得。
ボクシング年間表彰で優秀選手賞を獲得。女子選手の受賞は史上初めて。
2011年5月、中国海口市にて開催された女子アジアカップで準優勝し銀メダルを獲得。
決勝では世界選手権2連覇中の現世界チャンピオンで、アジア競技大会の金メダリスト、任燦燦に世界選手権のリベンジは果たせなかったが6対4の僅差。
一気に差を縮め、成長を示した。

2011年5月に兵庫県西宮市で行われた第1次ロンドン五輪強化試合では、2戦2勝し内容でも大差の判定勝ち、RSC勝ちと、圧勝した。
2011年インドネシアで開催されたインドネシア大統領杯では決勝で中国選手に同点負けし、銀メダルに終わるも男子で金メダルの村田諒太、井上尚弥らとともに団体優勝に大きく貢献した。
その後も台湾で開催された台北市杯で金メダルを獲得。
ロンドン五輪でのメダル獲得の期待も高まった。
しかしロンドン五輪への最初関門となる全日本女子選手権にて決勝まで進むが、箕輪綾子に僅差で敗れ2位に終わり五輪への道を絶たれた。
その後、再起し2014年に全日本女子選手権大会で優勝。
2015年にインドネシア大統領杯で銅メダルを獲得。
台北市杯で銅メダルを獲得。
日本女子選手の国際大会でのメダル獲得数は過去最多。数々のメダルを獲得し日本のエースとして活躍。
2016年 カザフスタンで開催されたAIBA世界女子ボクシング選手権に五輪未実施のバンタム級で出場。準々決勝でこの大会を制し金メダルを獲得した地元カザフスタン選手に惜敗したが、5位に入賞し日本勢最高成績を残した。
女子ボクシング初採用となった岩手国体にも出場し決勝進出も、2014年世界選手権銅メダリストの和田まどかに敗れる。
大学卒業後は、地元・広島を拠点に練習している。

## 戦績
- アマチュア：29戦22勝7敗